# Mondelange
Mondelange là một xã trong vùng Grand Est, thuộc tỉnh Moselle, quận Thionville-Ouest, tổng Fameck. Tọa độ địa lý của xã là 49° 15' vĩ độ bắc, 06° 10' kinh độ đông. Mondelange có điểm thấp nhất là 154 mét và điểm cao nhất là 162 mét. Xã có diện tích 4,1 km², dân số vào thời điểm 1999 là 5610 người; mật độ dân số là 1368 người/km².